# Avricourt (Oise)
Avricourt és un municipi francès, situat al departament de l'Oise i a la regió dels Alts de França. L'any 2007 tenia 253 habitants.

## Demografia

### Població
El 2007 la població de fet d'Avricourt era de 253 persones. Hi havia 96 famílies de les quals 28 eren unipersonals (12 homes vivint sols i 16 dones vivint soles), 24 parelles sense fills, 40 parelles amb fills i 4 famílies monoparentals amb fills.
La població ha evolucionat segons el següent gràfic:
Habitants censats

### Habitatges
El 2007 hi havia 116 habitatges, 93 eren l'habitatge principal de la família, 11 eren segones residències i 11 estaven desocupats. 107 eren cases i 9 eren apartaments. Dels 93 habitatges principals, 67 estaven ocupats pels seus propietaris, 23 estaven llogats i ocupats pels llogaters i 3 estaven cedits a títol gratuït; 3 tenien dues cambres, 9 en tenien tres, 29 en tenien quatre i 52 en tenien cinc o més. 66 habitatges disposaven pel capbaix d'una plaça de pàrquing. A 43 habitatges hi havia un automòbil i a 41 n'hi havia dos o més.

### Piràmide de població
La piràmide de població per edats i sexe el 2009 era:
| Homes | Edats   | Dones |
| ----- | ------- | ----- |
| 0     | 95 o +  | 0     |
| 0     | 90 a 94 | 0     |
| 4     | 85 a 89 | 0     |
| 0     | 80 a 84 | 0     |
| 0     | 75 a 79 | 4     |
| 0     | 70 a 74 | 8     |
| 8     | 65 a 69 | 12    |
| 0     | 60 a 64 | 4     |
| 0     | 55 a 59 | 4     |
| 4     | 50 a 54 | 4     |
| 4     | 45 a 49 | 8     |
| 12    | 40 a 44 | 16    |
| 12    | 35 a 39 | 12    |
| 0     | 30 a 34 | 4     |
| 4     | 25 a 29 | 8     |
| 4     | 20 a 24 | 8     |
| 4     | 15 a 19 | 20    |
| 12    | 10 a 14 | 20    |
| 0     | 5 a 9   | 16    |
| 4     | 0 a 4   | 0     |

## Economia
El 2007 la població en edat de treballar era de 158 persones, 104 eren actives i 54 eren inactives. De les 104 persones actives 89 estaven ocupades (50 homes i 39 dones) i 15 estaven aturades (4 homes i 11 dones). De les 54 persones inactives 16 estaven jubilades, 20 estaven estudiant i 18 estaven classificades com a «altres inactius».

### Ingressos
El 2009 a Avricourt hi havia 101 unitats fiscals que integraven 274 persones, la mediana anual d'ingressos fiscals per persona era de 14.838 €.

### Activitats econòmiques
Dels 3 establiments que hi havia el 2007, 1 era d'una empresa de construcció, 1 d'una empresa immobiliària i 1 d'una empresa de serveis.
L'any 2000 a Avricourt hi havia 7 explotacions agrícoles.

## Equipaments sanitaris i escolars
El 2009 hi havia una escola elemental integrada dins d'un grup escolar amb les comunes properes formant una escola dispersa.

## Poblacions properes
El següent diagrama mostra les poblacions més properes.